# Leonardo Neves
Leonardo Neves (Rio de Janeiro, 29 de outubro de 1979 — Saquarema, 24 de novembro de 2019) foi um surfista profissional brasileiro que disputou o Circuito Mundial WCT.
Ele morreu de problema cardiovascular enquanto disputava a etapa final da Tríplice Coroa Saquarema, no Point de Itaúna, quando sofreu um mal súbito ainda na água.

## Trajetória
Leonardo Neves atuou profissionalmente desde 1998, consagrando-se bicampeão do SuperSurf (campeonato nacional brasileiro) nos anos de 2002 e 2003, embora não tenha tido sucesso semelhante em competições internacionais nesse período.
Em 2006 teve seu melhor ano na carreira internacional, conquistando o 14º lugar no World Men's Qualifying Series (WQS), o que lhe garantiu uma vaga para a elite do surfe, o WCT, na temporada de 2007.
Bicampeão brasileiro e tricampeão carioca, Leonardo Neves ainda trabalhava com o esporte mas, sem apoio, ele não focou mais em competição, mas em passar sua experiência para a nova geração de surfistas de Saquarema, onde vivia na época.